# 이와카와 타쿠고
이와카와 타쿠고(일본어: 岩河拓吾, 영어: Takugo Iwakawa)는 일본의 성우이다.
도쿄도 출신이다. 프로덕션 에이스 소속이다. 취미는 영화와 음악의 감상이다. 옛 예명은 이와카와 타쿠고(岩川拓吾, 발음이 같음)이다.